# La luna negra
La luna negra és una pel·lícula espanyola de terror d'Imanol Uribe el 1989. Fou rodada a La Granjilla d'El Escorial (Madrid). Pertany a una sèrie de produccions de temàtica fantàstica de diverses televisions europees.

## Argument
En 48 hores, Eva (Lydia Bosch) concep una nena, perd al seu marit i atropella a una enigmàtica dona. Anys després veurà les conseqüències. Basada en el mite hebreu de la malèfica Lilit.

## Repartiment
- Lydia Bosch: Eva
- José Coronado: Adrián
- Fernando Guillén: Oncle Manuel
- Mario Adorf: pare
- Patricia Figón: Luna
- Emma Suárez: Lola
- Yolanda Ríos: Raquel
- Amparo Muñoz: Lilith
- Fernando Sancho: Mariano
- Lola Cardona: Justa
- Óscar Ramos: José
- Evelyn Engleder: Andrea
- Antonio Canal: metge
- Tony Isbert: Iván

## Premis
Medalles del Cercle d'Escriptors Cinematogràfics de 1991
| Categoria       | Persona      | Resultat  |
| --------------- | ------------ | --------- |
| Millor director | Imanol Uribe | Guanyador |
| Millor música   | José Nieto   | Guanyador |